# 광주 십신사지 석불
광주 십신사지 석불(光州 十信寺址 石佛)은 광주광역시 북구 용봉동, 광주광역시립민속박물관에 있는 고려시대의 석불이다. 1986년 11월 1일 광주광역시의 유형문화재 제2호로 지정되었다.

## 개요
대황사 절터에서 처음 발견되었다. 이후 구 광주농고터로 옮겼다가 다시 광주광역시립민속박물관으로 옮겨 보관하고 있다. 8각의 돌기둥 표면에 불상, 대좌(臺座) 등을 간략히 표현하였다.
민머리에는 구멍이 있어 보관(寶冠)을 썼던 것으로 보이며, 타원형의 평판적인 얼굴에서는 토속적인 수호신의 표정이 느껴진다. 돌기둥의 형태를 변형하지 않고 얼굴 너비와 거의 같은 너비로 어깨를 만들어 신체는 위축된 모습을 보여준다. 오른손은 가슴쪽으로 들어 보주(寶珠)같은 것을 쥐고 있으며, 왼손은 배에 대어 옷자락을 잡고 있는데 얼굴에 비해 경직된 모습이고 기법도 떨어져 보인다. 대좌에는 연꽃무늬와 작은 부처가 새겨져 있는데 역시 딱딱한 모습이다.
손에 보주를 들어 보살로 잘못 볼 수 있으나, 신체 표현이 간략화되고 괴체화(塊體化)된 미륵불을 표현한 것으로 보는 것이 옳을 것으로 보인다.
이 석상은 조형미보다는 그 규모가 우선 중시되는 일련의 고려시대 석불의 하나로, 고려시대 지방양식을 잘 보여주고 있다.

## 현지 안내문
이 돌부처는 광주광역시 북구 임동 십신사지(옛 광주농업고등학교 자리)에 있었는데 1990년 광주시립민속박물관 뜰로 옮겨 세워졌다.
높이 4.5m, 둘레 2m의 거대한 돌기둥에 얼굴과 손발의 형태만 새겨 불상이라기보다는 오히려 문인석이나 망주석을 연상케 한다.

## 같이 보기
- 광주 십신사지 석비
- 십신사지

## 참고 자료
- 십신사지석불 - 국가유산청 국가유산포털